# 马忠良
马忠良，回族，甘肃河州（今甘肃省临夏市）人，清朝末年砖雕工艺美术家。
马忠良在同治、光绪年间，进行砖雕创作。作品内容丰富，构图均衡，线条流畅，刀法精熟，装饰性强。光绪年间，宁夏同心清真寺的砖雕都是他所设计，其中巨幅照壁砖雕，长九米，宽六米。